# Saison 13 de Joséphine, ange gardien
 (août 2018).
Si vous disposez d'ouvrages ou d'articles de référence ou si vous connaissez des sites web de qualité traitant du thème abordé ici, merci de compléter l'article en donnant les références utiles à sa vérifiabilité et en les liant à la section « Notes et références ».
Chronologie
Saison 12 Saison 14
Cet article présente les épisodes de la treizième saison de la série télévisée Joséphine, ange gardien.

## Liste des épisodes

### Épisode 1:Un petit coin de paradis
Scénariste :
- Emmanuelle Choppin

Réalisateur :
- Pascal Heylbroeck

Diffusions :
- Suisse : 23 août 2011 sur TSR1
- Belgique : 28 août 2011 sur La Une
- France : 29 août 2011 sur TF1
- Québec : 31 mai 2013 sur Séries+

Audience :
- France : 6,32 millions de téléspectateurs[1] (24,4 % de part de marché, TF1 deuxième pour l'audience

Distribution :
- Mimie Mathy : Joséphine
- Clara Huet : Sophie Roger
- Sébastien Knafo : Eric Torrini, le chef du village
- Marianne Anska : Caro
- Marwan Berreni : Mehdi, animateur du village
- Alain Bouzigues : JP, client du village
- Cécile Caillaud : Suzanne, cliente du village
- Mathilde Lebrequier : la DRH
- Sergio Di Falco : Bijounet
- Olivier Ducher : Laurent Giraud
- Tristan Duduyer : Loïc
- Alain Ganas : Edouard Latour, PDG de Marmara Club
- Serge Alexandre Kozel : Ben
- Chani Sabaty : Florence
- Alexi Tachet : Alexi Giraud
- Anne Tachet : Catherine Giraud
- Leia Tachet : Leia Giraud
- Mohamed Yazidi "Machmoum" : Samir
- Fatima Zahra Mehalleg : Barbara
- Abdelaziz Chelkhani : le vendeur de dattes
- Anouar El Bounia : l'officier de police
- Abbess El Issaoui : le charmeur de serpent
- Mohamed El Khammali : le serveur du restaurant Médina
- Mezouar El Oualid : le vendeur de lampes
- Abdellah Toukouna : le génie de la lampe
- Aziz Oulad El Arbi : le playboy 1
- Oussama Elbarni : le playboy 2

Résumé : Joséphine vient en aide à Sophie, une jeune sportive de haut niveau, qui débute comme animatrice au Marmara Club, club de vacances situé au Maroc. Tout y est paradisiaque... Sauf Eric, le directeur du club, décidé à tout tenter pour faire craquer Sophie. L’ange gardien va devoir lutter contre ce harcèlement moral et harcèlement sexuel pour protéger sa cliente.
Profession de l’épisode : Joséphine est animatrice de tir à l’arc dans un club de vacances.

### Épisode 2:Liouba
Scénariste :
- Emmanuelle Choppin

Réalisateur :
- Philippe Monnier

Diffusions :
- Belgique : 19 juin 2011 sur La Une
- Suisse : 25 octobre 2011 sur TSR1
- France : 31 octobre 2011 sur TF1

Audience :
- France : 6,63 millions de téléspectateurs[2] (25,9 % de part de marché, TF1 en tête pour l'audience)

Distribution :
- Mimie Mathy : Joséphine
- Lara Menini : Anna Dialossuva
- Anne-Charlotte Pontabry : Claire Pasquier
- Alexandre Varga : Laurent Pasquier
- Delphine Chuillot : l'infirmière de l'accouchement
- Sébastien Courivaud : Dr Marc Leclerc, le frère de Claire
- Jean-Baptiste Martin : Hadrien Duval, l’amoureux d’Anna
- Mélanie Maudran : Mathilde, l’ex-meilleure amie d’Anna et nouvelle fiancée d’Hadrien
- Laura Préjean : l'interne de l'hôpital
- Leïla Arsafi : la réceptionniste de la clinique
- Alain Bauguil : le colonel Legrix
- Ophélie Bazillou : Charlotte, l’autre femme de chambre
- Michel Chesneau : le chauffeur de taxi
- Leslie Coudray : la femme enceinte
- Patrick Court : l'employé de l'autre hôtel
- Momo Dridi : le policier civil dans la chambre d'Anna
- Sonia Dufeu : l'hôtesse d'accueil de AXEDI
- Arnaud le Bozec : le passant à l'enlèvement de Liouba
- Pauline Moulin : la réceptionniste de l'hôtel d'Anna
- David Van Severen : le client de la chambre 1

Résumé : Joséphine vient en aide à Anna, une mère porteuse russe en situation irrégulière. Lors de la naissance de Liouba, Anna s'enfuit avec son bébé, sans argent et sans domicile. L’ange gardien va aider Anna à garder son enfant face au couple qui va tout faire pour récupérer le bébé.
Profession de l’épisode : Joséphine est femme de chambre à l’Hôtel des Voyageurs.

### Épisode 3:Suivez le guide
Scénaristes :
- Marie Luce David
- Ivan Piettre

Réalisateur :
- Pascal Heylbroeck

Diffusions :
- Belgique : 1er janvier 2012 sur La Une
- Suisse : 7 février 2012 sur TSR1
- France : 13 février 2012 sur TF1
- Québec : 14 juin 2013 sur Séries+

Audience : 
- France : 7,02 millions de téléspectateurs[3] avec 25,5 % de part de marché (Première diffusion)

Distribution :
- Mimie Mathy : Joséphine
- Didier Brice : Mr Gérard, le majordome du Grand Hôtel
- Lucie Jeanne : Fabricia, la petite amie goldendigger de François
- Martin Lamotte : François, antiquaire à Dijon, sugar daddy de Fabricia
- Blanche Ravalec : Michelle Fragonet, artiste-peintre Place du Tertre, ex-femme de François
- Franck Borde : Laurent, professeur, le mari de Marion, en seconde lune de miel
- Solène Bouton : Marion, la femme de Laurent, en seconde lune de miel
- Nicolas Guillot : Pascal, l’ex amant et prof d’œnologie de Marion
- Jérôme Marc : Alexandre, amour de jeunesse de Séverine
- Rebecca Miquel : Séverine, religieuse
- Bertrand Farge : Guy, le père adoptif de Clément
- Cécilia Hornus : Sylvie, la mère adoptive de Clément
- Loïc Mobihan : Clément, 17 ans, à Paris avec ses parents pour son anniversaire
- Gwenaëlle Simon : Isabelle Bernard, la mère biologique de Clément
- Gilles Carre : le peintre, collègue de Michelle
- Daniel-Jean Cassagne : le vieux beau, nouveau sugar daddy de Fabricia
- Christophe Jouzel : le patron du restaurant

Résumé : Joséphine vient en aide à quatre touristes en vacances à Paris pour un circuit de quatre jours : François, Séverine, Pascal et Clément. De la cathédrale Notre-Dame aux Champs-Élysées en passant par le Grand Hôtel, l’ange gardien doit identifier et régler les problèmes de ses clients avant le fin de leur séjour.
Profession de l’épisode : Joséphine est guide touristique pour le Grand Hôtel.

### Épisode 4:Une prof
Scénariste :
- Emmanuelle Choppin

Réalisateur :
- Patrick Volson

Diffusions :
- Belgique : 22 janvier 2012 sur La Une
- Suisse : 7 avril 2012 sur RTS Un
- France : 9 avril 2012 sur TF1
- Québec : 21 juin 2013 sur Séries+

Audience : 
- France : 7,26 millions de téléspectateurs[4] soit 25,4 % de parts de marché

Distribution :
- Mimie Mathy : Joséphine
- Dounia Coesens : Fanny Delveaux
- Kamel Belghazi : Philippe Guez, le père d’Alexandre, veuf
- Manon Chevallier : Pauline Fallet, élève de 3eB, pote de Lucie
- Jean-François Derec : le principal
- Gérard Dessalles : Henri, professeur principal de la 3eB
- Lisa Martino : Isabelle Borde, représentante des parents d’élèves, mère de Lucie
- Jean-Philippe Beche : Michel Borde, le père de Lucie
- Thomas Beneteau : Greg, élève de 3eB, pote de Lucie
- Olivier Cherki : le policier
- Daniel Cohen Seat : Alexandre Guez, élève de 3eB, en difficulté scolaire depuis la mort de sa mère
- Hugo de Donno : Augustin, élève du collège
- Claire-Lise Lecerf : Claire, la prof d'anglais
- Océane Loison : Lucie Borde, élève de 3eB
- Elisa Noyez : Elisa, élève de 3eB, manipulée par Lucie

Résumé : Joséphine vient en aide à Fanny, une prof en début de carrière. L’ange gardien va devoir aider la jeune professeur de français á gérer une classe de 3e particulièrement difficile. Les ennuis commencent avec Lucie, une élève qui souffre de voir Alex, le garçon dont elle est éprise, l'ignorer. Un jour, la jeune fille se plaint auprès de sa mère, la déléguée des parents d'élèves, pour lui dire que Fanny l'a agressée physiquement.
Profession de l’épisode : Joséphine est professeure de musique au collège Jean-Baptiste Lully.

### Épisode 5:Un monde de douceur
Scénaristes : 
- Marie-Hélène Saller
- avec la collaboration d'Yvan Piettre

Réalisateur :
- Pascal Heylbroeck

Diffusions :
- Belgique : 27 mai 2012 sur La Une
- Suisse : 21 août 2012 sur RTS Un
- France : 27 août 2012 sur TF1
- Québec : 28 juin 2013 sur Séries+

Audience :
- France : 5,49 millions de téléspectateurs soit 23,6 % de parts de marché

Distribution :
- Mimie Mathy : Joséphine
- Hubert Benhamdine : Gilles Marsac
- Élisabeth Commelin : Clara Marsac, la mère de Gilles
- Thierry Heckendorn : Roger Marsac, le père de Gilles
- Brigitte Aubry : Marie-Jo, couturière de l’atelier
- Marilyne Fontaine : Marion, la compagne de Gilles
- Emmanuelle Galabru : l'institutrice
- Linda Hardy : Aurélia Sternin
- Marc Saez : Louis
- Marion Trémontels : Jeanne, styliste de l’atelier, fille de Dominique
- Valérie Vogt : Dominique, la cheffe d’atelier
- Patrick Zard : le directeur de la banque
- Frédérique Auger : la secrétaire de l'école de commerce
- Ninon Jaegle : Léa
- Pascal Vannson : Jean-Mi

Résumé : Joséphine vient en aide à Gilles, un jeune photographe en visite à ses parents qui rêvent de le voir reprendre l’entreprise familiale, une fabrique de jouets en peluche, au bord de la faillite. L’ange gardien va devoir aider son client à révéler l’abandon de ses études de commerce à New York au profit de sa vocation sur Paris.
Profession de l’épisode : Joséphine est responsable marketing dans les ateliers Marsac.

### Épisode 6:Yasmina
Scénaristes :
- David Lang
- Lionel Cherki

Réalisateur :
- Sylvie Ayme

Diffusions :
- Belgique : 30 octobre 2011 sur La Une
- Suisse : 31 janvier 2012 sur TSR1
- France : 1er octobre 2012 sur TF1
- Québec : 7 juin 2013 sur Séries+

Audience : 
- France : 4,88 millions de téléspectateurs (18,0 % de part de marché)

Distribution :
- Mimie Mathy : Joséphine
- Nailia Harzoune : Yasmina
- Guillaume Delorme : Guillaume Devigny, responsable du développement, membre du jury
- Rémi Bichet : Emmanuel Mortier, membre du jury, soutien de Justine
- Clémence Bretécher : Justine Villeroy, candidate rivale de Yasmina
- Valérie Kaprisky : Hélène Weiler, membre du jury
- Véronique Ataly : Nadine, la mère de Guillaume
- Adam Bessa : Bilal Bouazid, le frère de Yasmina
- Santha Leng : M. Lin
- Smaïl Mekki : Azzedine Bouazid, le père de Yasmina
- Arno Diem : Michaël Dupuis, l’amoureux jaloux de Yasmina
- Serge Bonnin : Pierre-André
- Stéphane Comby : le client de l'hôtel de charme
- Claude-Alexandre Eclar : le chef de sécurité de la tour Privela
- Frédéric Landenberg : l'inspecteur de police
- Pierre Pirol : l'huissier de justice chargé de la saisie des biens de Sofia
- Akela Sari : Sofia Bouazid, la mère de Yasmina
- Shane Woodward : John Taylor, membre du jury

Résumé : Joséphine vient en aide à Yasmina, qui passe un concours de recrutement chez Privela, multinationale spécialisée dans les cosmétiques. La candidate au poste de chef de produit junior décide de mentir sur ses origines modestes pour tenter de rentrer dans le moule des grandes entreprises. L’ange gardien va devoir lutter contre le racisme et la discrimination sociale de certains collègues pour défendre sa cliente.
Profession de l’épisode : Joséphine est responsable RH chez Pavela, un leader mondial de la cosmétique. Elle est déléguée par l’antenne de Montréal comme jury pour un entretien d’embauche à Paris.